# 荒野の1ドル銀貨
『荒野の1ドル銀貨』（こうやのいちドルぎんか、伊: Un dollaro bucato、英: Blood for a Silver Dollar）は、1965年に公開されたイタリアの映画。南北戦争後、1ドル銀貨によって命拾いした元南軍兵士の復讐を描く。モンゴメリー・ウッド名義で主演したジュリアーノ・ジェンマの出世作であり、マカロニ・ウェスタンの代表作としても知られる。監督はカルヴィン・ジャクソン・パジェット（ジョルジョ・フェローニ）。
『続・荒野の1ドル銀貨』という邦題のマカロニ・ウェスタンがあるが、主演が同じジュリアーノ・ジェンマというだけで本作との関連性はない。

## あらすじ
ゲイリー・オハラと弟のフィルは南北戦争に南軍の兵士として出征したが、北軍の捕虜となり、終戦後、銃身を極端に短く切られた拳銃を渡されて釈放された。ゲイリーは妻ジュディの待つ故郷へと帰り、フィルは家の柱時計の中に隠していた貯金をゲイリーに託して、西部へと旅立った。ゲイリーは南部での生活を諦めて西部で一旗揚げる決意を固め、家の売却をジュディに任せ、自身はフィルの貯金の中から1枚の1ドル銀貨をお守り代わりに持ち、西部のイエローストーンという小さな町にたどり着く。ゲイリーは町で仕事を探すが、南軍残党の略奪行為に悩まされる住民たちは、彼を雇おうとはしなかった。
ゲイリーは町の実力者マッコリーから仕事をもらおうとするが、彼の手下と揉み合いになり、手下を圧倒する。その実力を評価したマッコリーはゲイリーを雇い入れ、敵対するブラックアイを殺すように依頼する。しかし、ブラックアイの正体はフィルであり、そうとは知らずに、ゲイリーは実の弟であるフィルと対峙する。フィルは相手が兄であると気付いた瞬間、マッコリーの手下たちに射殺されてしまう。ゲイリーも直前にフィルから撃たれ、二人が死んだと判断したマッコリーは、手下のジェームズに死体を処分するように指示し、ジェームズは町を出ようとする南部出身の夫婦の幌馬車に死体を放り込む。夫婦は死体を埋葬しようとするが、ゲイリーは胸のポケットに入れていた1ドル銀貨に銃弾が当たっていたため一命を取り留めていた。夫婦はマッコリーから守るため、ゲイリーを保護する。
傷の癒えたゲイリーはフィルの墓を訪れ、その途中に南軍兵に変装したマッコリーの手下と遭遇する。マッコリーは自分と敵対する牧場主ドナルドソンを殺すため、手下たちを彼の牧場に送り込む。それを知ったゲイリーはドナルドソンの牧場に向かい、手下たちを射殺する。ドナルドソンからフィルが彼らを守り、マッコリーを失脚させる証拠を掴んでいたことを聞かされる。その証拠は、フィルの住処で、彼の死後はマッコリーの手下たちのアジトになっていた廃屋に隠されていると確信したゲイリーは、ブラッド率いる手下たちの仲間に入り、証拠を探す。ドナルドソンは、町で銀行を開設してマッコリーの借金で苦しむ住民を救おうと、資金である金塊を輸送しようとするが、それを知ったマッコリーはブラッドたちに金塊を強奪するように命令する。ゲイリーは、マッコリーの一味になっていた南軍時代の戦友にドナルドソンに襲撃計画を知らせるように告げるが、一味のボブが彼を尾行していたため、二人の裏切りが露見してしまう。
戦友は殺され、ゲイリーも一味からリンチを受ける。同じ頃、家を売却したジュディがイエローストーンに到着し、マッコリーから「ゲイリーは死んだ」と告げられる。ジュディは「ゲイリーの墓に行きたい」と懇願するが、マッコリーは彼女を手に入れようと考え、廃屋に連れ出し、彼女を監禁する。ブラッドは見張りを残して金塊を強奪に向かう。一方、情報を得たドナルドソンはアンダーソン保安官と共に彼らの裏をかこうとするが、マッコリーと手を組んでいたアンダーソンに射殺され、金塊も強奪される。ゲイリーはジュディを襲おうとした見張りを殺し、彼女をアンダーソンの元に向かわせてブラッドたちを待ち構える。ジュディから話を聞いたアンダーソンは、彼女をマッコリーの売春宿に監禁し、廃屋に向かう。
ゲイリーはブラッドたちを射殺し、廃屋の柱時計の中からフィルが隠した証拠を見付け出す。その証拠はマッコリーとアンダーソンの手配書であり、二人が共犯者だと知ったゲイリーは、廃屋にやってきたマッコリーに「アンダーソンが裏切り金塊を独り占めしようとしている」と告げ、遅れてやってきたアンダーソンと同士討ちさせる。アンダーソンはマッコリーに射殺されるが、死ぬ直前にゲイリーの正体を告げようとしたため、ゲイリーはジュディを救うため町に向かう。ゲイリーはマッコリーの手下たちを射殺してマッコリーを追い詰めるが、ジュディを人質に取られ拳銃を奪われる。マッコリーは奪った拳銃でゲイリーを殺そうとするが、拳銃は銃身を切られたものだったため命中させることができず、近付いてきたゲイリーに拳銃を取り返される。ゲイリーは至近距離からマッコリーを撃とうとするが、彼に虐げられていた住民たちが集まり、彼を殺して復讐を遂げる。マッコリーが住民たちに殺される中、ゲイリーは解放されたジュディを抱きしめる。

## キャスト
| 役名               | 俳優                   | 日本語吹替                           | 日本語吹替                                                                     | 日本語吹替 |
| 役名               | 俳優                   | フジテレビ版                         | TBS版                                                                          | ？版       |
| ------------------ | ---------------------- | ------------------------------------ | ------------------------------------------------------------------------------ | ---------- |
| ゲイリー・オハラ   | ジュリアーノ・ジェンマ | 木下秀雄                             | 野沢那智                                                                       | 伊武雅之   |
| マッコリー         | ピーター・クロス       | 納谷悟朗                             | 森山周一郎                                                                     |            |
| ジュディ・オハラ   | イヴリン・スチュワート |                                      | 弥永和子                                                                       |            |
| ドナルドソン       | ジョン・マクダグラス   |                                      | 北村弘一                                                                       |            |
| アンダーソン保安官 | フランク・ファレル     |                                      | 上田敏也                                                                       |            |
| ピーター           | トツ・アルトマイヤー   |                                      |                                                                                |            |
| ブラッド           | マックス・ディーン     |                                      |                                                                                |            |
| スリム             | アンドリュー・スコット |                                      |                                                                                |            |
| フィル・オハラ     | ニコラス・セントジョン |                                      |                                                                                |            |
| バディ             | アルフレッド・リゾ     |                                      |                                                                                |            |
| ジェームズ         | ベニー・リーヴス       |                                      |                                                                                |            |
| ボブ               | ネロ・パッツァフィーニ |                                      |                                                                                |            |
| 不明 その他        |                        |                                      | 西村淳二 木原正二郎 寺島幹夫 国坂伸 飯塚昭三 藤本譲 藤城裕士 田口昴 鈴木れい子 |            |
|                    |                        |                                      |                                                                                |            |
| 演出               | 演出                   |                                      | 加藤敏                                                                         |            |
| 翻訳               | 翻訳                   |                                      | 飯嶋永昭                                                                       |            |
| 効果               |                        |                                      |                                                                                |            |
| 調整               |                        |                                      |                                                                                |            |
| 制作               | 制作                   |                                      | 東北新社                                                                       |            |
| 解説               | 解説                   | 前田武彦                             | 荻昌弘                                                                         |            |
| 初回放送           | 初回放送               | 1971年5月21日 『ゴールデン洋画劇場』 | 1974年12月9日 『月曜ロードショー』                                             |            |

## 備考
ジャンニ・フェリオが手掛けたテーマ音楽「Pistoleros in Agguato」は、のちにコンピュータゲーム『レッド・デッド・リボルバー』や映画『イングロリアス・バスターズ』のサウンドトラックに転用された。